# Rivarolo Mantovano
Rivarolo Mantovano és un municipi situat al territori de la província de Màntua, a la regió de la Llombardia, (Itàlia).
Rivarolo Mantovano limita amb els municipis de Bozzolo, Casteldidone, Piadena, Rivarolo del Re ed Uniti, San Martino dall'Argine, Spineda i Tornata.
Pertany al municipi la frazione de Cividale Mantovano

## Galeria

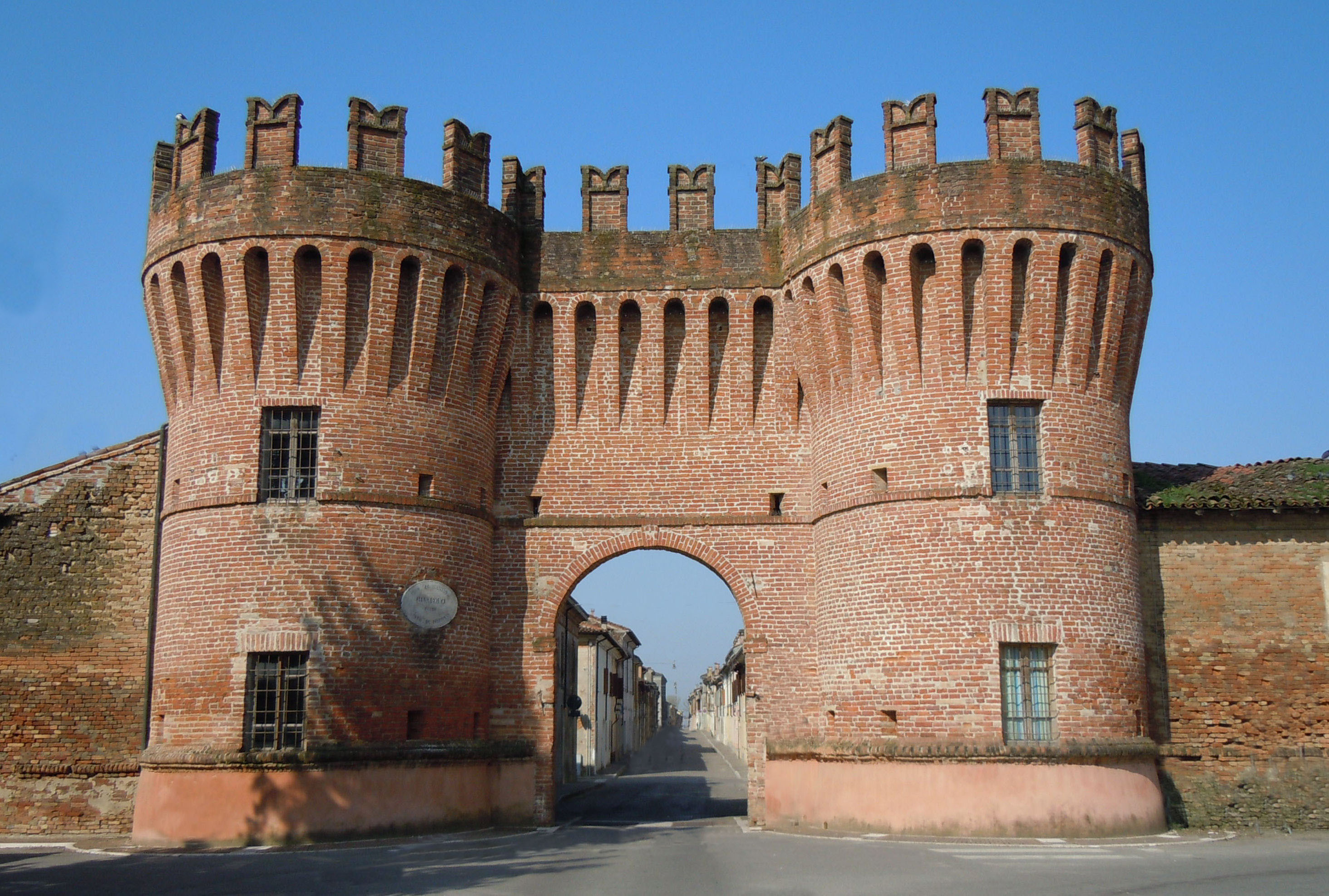
Porta d'entrada a Rivarolo Mantovano
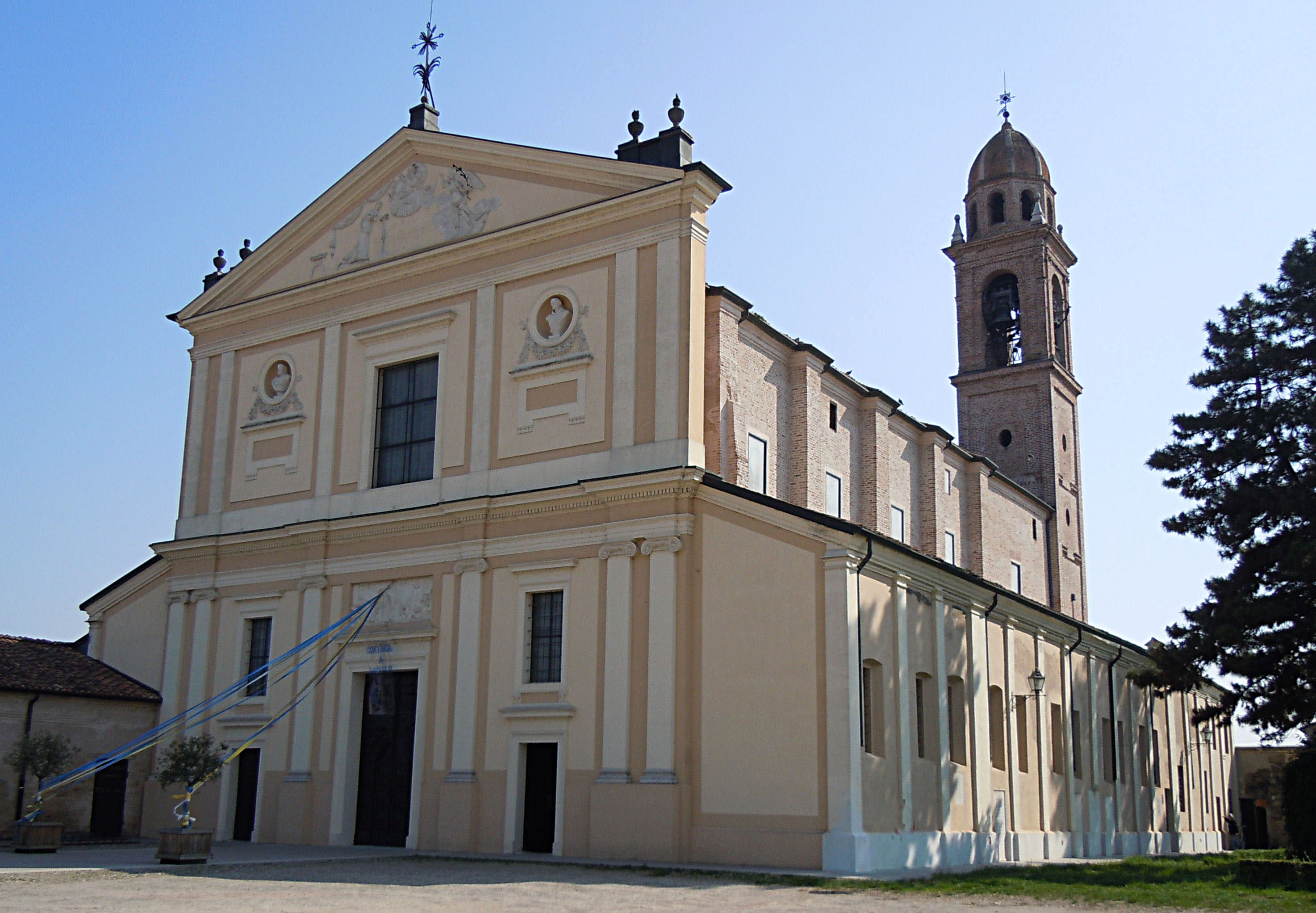
Església parroquial
Localització de Rivarolo Mantovano a la província de Màntua